# Vuelo 702P de Air Algérie
El vuelo 702P de Air Algérie/Phoenix, operado con un avión de nombre Oasis y con registro 7T-VEE, fue un Boeing 737 propiedad de Air Algérie y alquilado por Phoenix Aviation que se accidentó el 21 de diciembre de 1994 cerca del aeropuerto de Coventry, Inglaterra, Reino Unido. Las cinco personas que había a bordo fallecieron en la colisión.

## Historia
El día del accidente, el avión había partido de Ámsterdam para un vuelo de rutina a Coventry, donde serían embarcados animales vivos para su exportación a Holanda y Francia. El clima en Coventry fue malo y empeorando fuertemente a lo largo del día; en el momento que el avión arribó a la zona de Coventry, la visibilidad de la pista principal del aeropuerto de Coventry fue de solo 700 metros. El avión no estaba dotado de una emisora radio-navigacional para la pista en cuestión, por lo que los pilotos optaron por guiarse por un controlador que utilizaba un Radar de Vigilancia de Aproximación (SRA). No tuvieron éxito por lo que tuvieron que solicitar una aproximación frustrada y desviarse por el momento al aeropuerto de East Midlands.
Aproximadamente noventa minutos después del aterrizaje en East Midlands, la visibilidad en Coventry mejoró significativamente. El vuelo partió de East Midlands a las 9:38 hora local para efectuar su segundo intento de aterrizaje en el destino programado. Durante la segunda aproximación guiada por SRA, el avión descendió por debajo de la senda de planeo y colisionó con una torreta de alto voltaje de 86 pies (26,2 m) situado en el centro extendido de pista a unas 1,1 millas (1,8 km) del umbral de esta. La colisión provocó daños severos al motor izquierdo y a toda la estructura del ala izquierda; el avión se viró a la izquierda y se dirigió hacia el suelo, golpeando una casa antes de golpear con el terreno en un área boscosa donde se incendió.

## Repercusiones

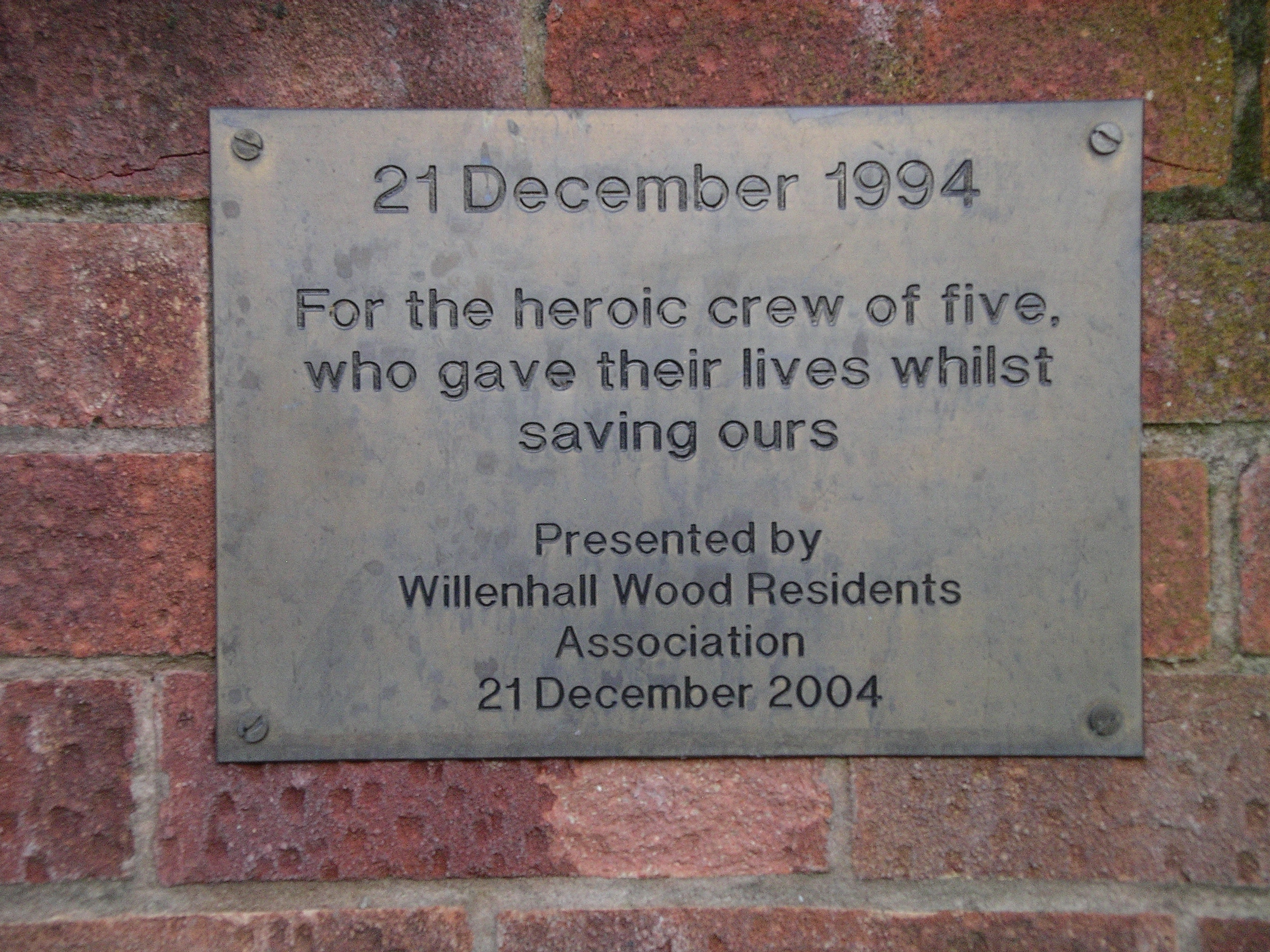
Placa en Middle Ride

La Oficina de Investigación de Accidentes Aéreos (AAIB) determinó que el accidente fue causado por parte de la tripulación de vuelo al permitir al avión descender significativamente por debajo de la altitud mínima de descenso para la aproximación sin haber obtenido visión de las luces de aproximación o del umbral de la pista. La AAIB también descubrió que la tripulación no había efectuado ninguna comprobación de la indicaciones del altímetro durante la aproximación, que el piloto que no estaba a los mando no indicó cuando el avión se encontraba en mínimos, y que la actuación de la tripulación de vuelo parecía influenciada por los efectos de la fatiga.
Una placa de latón que rememora el suceso se encuentra ahora ubicada en Middle Ride, cerca del lugar de la colisión, que fue colocada con motivo del décimo aniversario del accidente por la asociación de residentes de Willenhall Wood.